# 幾山岳
幾山岳（いくさんだけ）は、北海道の上川郡下川町と紋別郡滝上町の2町にまたがる標高1,030.9mの山である。山頂には二等三角点「幾山岳」が設置されている。

## 概要
北見山地主稜線上にあり北にはウエンシリ岳・ポロナイポ岳が聳える。名寄川の最奥部であるユクヤシン沢川の源頭である。
山名はユクヤシン沢川の古名「ユクシャン」に由来し、アイヌ語で「鹿を下る沢」を意味するがなぜか沢名は文字が入れ替わってしまった。
登山道は存在しない。渚滑川支流のサクルー川に注ぐ原子川沿いの原子林道から登り始めて途中で上原子川へ入った後出合で尾根を登って山頂へ至るのがメインルートだが、藪漕ぎなどを強いられる。